# Жупєєв Євген Ігорович
Євген Ігорович Жупєєв (10 червня 1979, Дніпропетровськ) — український дипломат.

## Біографія
Народився 10 червня 1979 року в м. Дніпропетровськ. У 2001 році закінчив Міжнародний інститут лінгвістики і права, юрист-міжнародник, референт перекладач англійської та арабської мов. У 2010 році Національну Академію Державного Управління при Президентові України, магістр державного управління.
2002 — 2006  рр. — Спеціаліст другої категорії Посольства України в Королівстві Саудівська Аравія.
2006 — 2008 рр. — Аташе Управління взаємодії з державними органами та координації зовнішніх зносин МЗС України.
З 08.2008 по 01.2014 рр. — Третій, другий, перший секретар, радник Посольства України в Сирійській Арабській Республіці.
З 09.2011 — 01.2014 рр. — Тимчасовий повірений у справах України в Сирії.
2014  — 2017 рр. — Радник, Начальник відділу Департаменту країн Близького Сходу та Африки.
2017 — 2022 рр. — Радник Посольства України в Арабській Республіці Єгипет.
2022 — 2024 рр. — Радник, Начальник відділу Політичного департаменту МЗС України.
2024 — т.ч. — Радник Посольства України у Соціалістичній Республіці В'єтнам.